# Monime (reine)
Monime (en grec Μονίμη), est une reine du Pont, célèbre par sa beauté et par l’amour qu’elle inspira à Mithridate, morte en 72 av. J.-C.

## Biographie
Fille d’un citoyen de Stratonicée ou, suivant Plutarque, de Milet, nommé Philopœmen, elle figure parmi les captives enlevées par les soldats de Mithridate, lorsque ce prince s’empare de Milet en 83 av. J.-C. Mithridate frappé par sa beauté la choisit pour son harem, puis lui donne le titre d’épouse légitime. 
Mithridate, vaincu par Lucullus, ordonne sa mort. Monime essaie d’abord de s’étrangler avec son bandeau royal, qui se rompt, puis tend la gorge à l’eunuque chargé de la tuer. Cette scène se passe à Pharnacie, où se situe le harem du monarque. 
Pompée, à la prise d’une petite ville du Pont, trouve quelques papiers de Mithridate, entre autres des lettres de Monime adressées au roi.

## Au théâtre
Monime est l’héroïne de la tragédie de Mithridate de Jean Racine.